# Fibula van Wijnaldum
De fibula van Wijnaldum is een fibula (mantelspeld) uit het begin van de 7e eeuw die in 1953 door een boer werd gevonden tijdens graafwerkzaamheden bij een terp in de terpenreeks van Wijnaldum (in de buurtschap Voorrijp) bij het Friese dorp Wijnaldum in Nederland.
Het betreft een vergulde zilveren fibula van buitengewone kwaliteit. Hij is versierd met gouden filigraanwerk en ingelegd met rode almandijn. In 2012 werd de fibula in het Louvre in Parijs onderzocht, de almandijnen blijken uit India afkomstig te zijn.
Vermoedelijk was de persoon aan wie dit sieraad toebehoorde iemand met een hoge, mogelijk koninklijke status. Het sieraad is vermoedelijk van Friese makelij met Scandinavische, Britse en Frankische invloeden

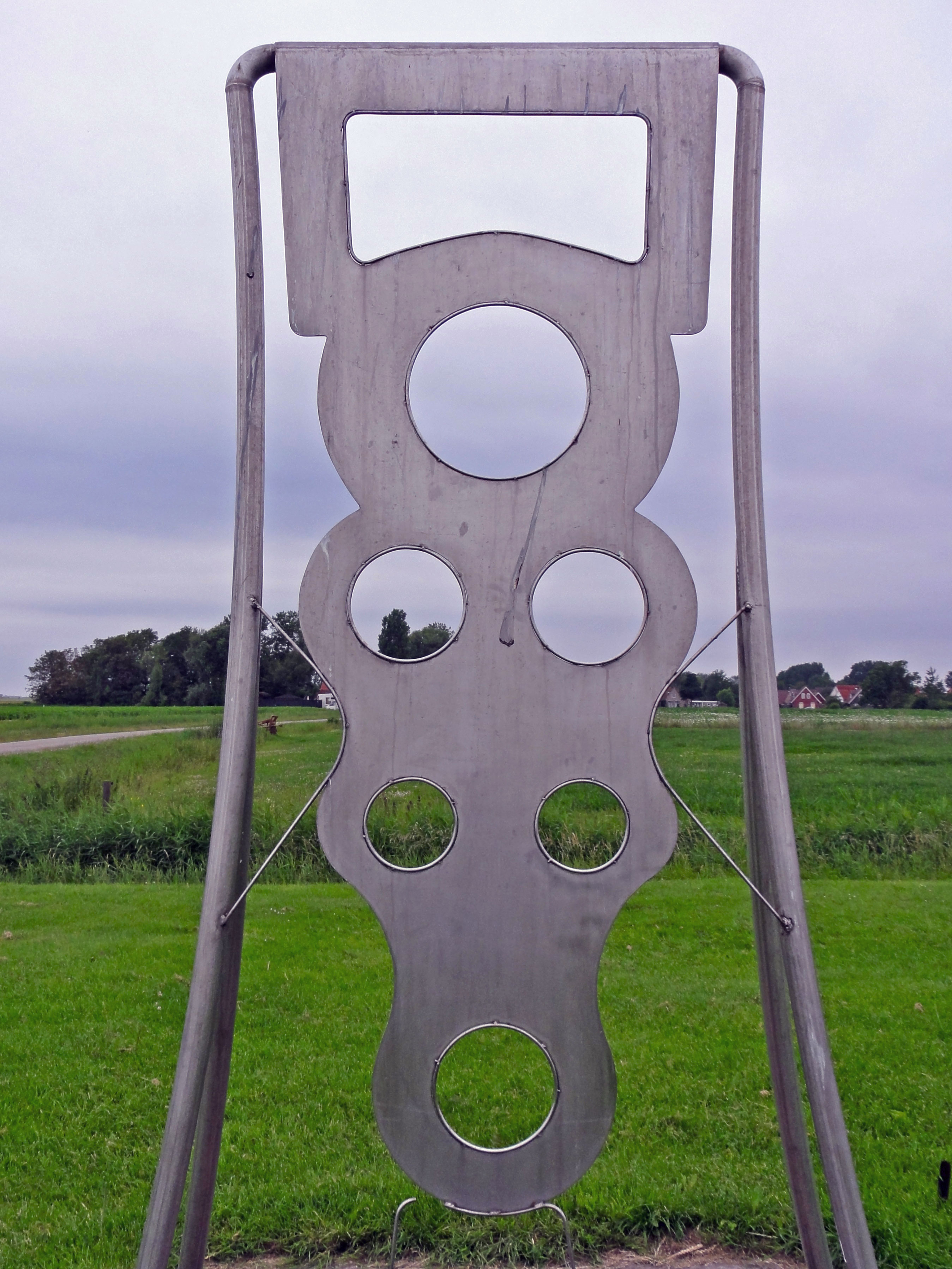
Een bij Wijnaldum geplaatst kunstwerk als verwijzing naar de aldaar gevonden fibula

In eerste instantie werd alleen de voetplaat van de fibula gevonden. Deze was echter door een ploeg beschadigd en was daardoor niet meer compleet. Amateurarcheologen hebben jarenlang met metaaldetectoren naar de ontbrekende deeltjes gezocht. Bij de opgraving in de jaren negentig werden ook de zilveren brug met gouden bekleding, het scharnier en deeltjes van de kopplaat teruggevonden. Stukje bij beetje is de speld gereconstrueerd. Toen in augustus 2009 het nog ontbrekende stuk van de kopplaat (een fragment van twee bij drie centimeter) werd gevonden, is duidelijk geworden dat de afbeelding op de kopplaat de god Odin/Wodan betreft, geflankeerd door twee wolven of beren. Alleen van de sierschijf is (nog) niets teruggevonden waardoor men niet precies weet hoe het in zijn geheel eruit heeft gezien. 
Verder archeologisch onderzoek toonde aan dat Wijnaldum mogelijk een machtscentrum was in die tijd. In ieder geval werd er door de archeologen een hoofdgebouw aangetroffen met ateliers van ambachtslieden: goud- en zilversmeden, bronsgieters, glas- en barnsteenbewerkers, wevers, een wapensmid enz. Tevens werd er onder meer een dirhem (Arabische zilveren munt) aangetroffen die verwerkt was in een ander sieraad dat men vond. Mogelijk is dit laatste daar terechtgekomen door handelsactiviteiten van de Vikingen in die streek. 
De fibula van Wijnaldum wordt bewaard in het Fries Museum te Leeuwarden. Tijdens de opening van het nieuwe gebouw in 2013 was de fibula te zien voor het publiek.